# Thecla epopea
Thecla epopea är en fjärilsart som beskrevs av William Chapman Hewitson 1870. Thecla epopea ingår i släktet Thecla och familjen juvelvingar. Inga underarter finns listade i Catalogue of Life.